# Trofeo Laigueglia 1982
Il Trofeo Laigueglia 1982, diciannovesima edizione della corsa, si svolse il 23 febbraio 1982, su un percorso di 156 km. La vittoria fu appannaggio dell'olandese Theo de Rooij, che completò il percorso in 4h05'05", precedendo gli italiani Mario Noris e Wladimiro Panizza.
I corridori che presero il via da Laigueglia furono 186, mentre coloro che portarono a termine il percorso sul medesimo traguardo furono 38.

## Ordine d'arrivo (Top 10)
| Pos. | Corridore          | Squadra              | Tempo    |
| ---- | ------------------ | -------------------- | -------- |
| 1    | Theo de Rooij      | Capri Sonne          | 4h05'05" |
| 2    | Mario Noris        | Atala-Campagnolo     | a 32"    |
| 3    | Wladimiro Panizza  | Del Tongo-Colnago    | s.t.     |
| 4    | Daniele Caroli     | Termolan-Galli       | a 51"    |
| 5    | Valerio Lualdi     | Famcucine-Campagnolo | s.t.     |
| 6    | Rudy Pevenage      | Capri Sonne          | a 1'02"  |
| 7    | Roger De Vlaeminck | DAF Trucks-TeVe Blad | s.t.     |
| 8    | Alfio Vandi        | Selle San Marco      | s.t.     |
| 9    | Enrico Maestrelli  | Selle San Marco      | s.t.     |
| 10   | Eric McKenzie      | Capri Sonne          | s.t.     |